# Pennathur
Pennathur é uma panchayat (vila) no distrito de Vellore, no estado indiano de Tamil Nadu.

## Demografia
Segundo o censo de 2001,  Pennathur  tinha uma população de 8014 habitantes. Os indivíduos do sexo masculino constituem 49% da população e os do sexo feminino 51%. Pennathur tem uma taxa de literacia de 68%, superior à média nacional de 59.5%: a literacia no sexo masculino é de 76% e no sexo feminino é de 60%. Em Pennathur, 10% da população está abaixo dos 6 anos de idade.